# Anders Petersen (sportiv)
Anders Petersen (n. 13 iulie 1876, Vordingborg, Præstø County⁠(d), Danemarca – d. 8 decembrie 1968, Glostrup⁠(d), amtul Copenhaga⁠(d), Danemarca) a fost un trăgător de tir ce a reprezentat Danemarca, medaliat olimpic. A participat la o ediție a Jocurilor Olimpice (1920) în care a câștigat o medalie de aur.

## Participări
Lista de mai jos prezintă principalele competiții la care a participat Anders Petersen de-a lungul carierei.
- shooting at the 1920 Summer Olympics – men's 300 metre team military rifle, standing[*]